# أوتربيرن (انجلترا)
أوتربيرن (بالإنجليزية: Otterburn) هي قرية صغيرة تقع في بلدية أبر وارفديل ضمن مقاطعة شمال يوركشير في إنجلترا. تقع القرية في وادي وارفديل، وهي جزء من منتزه يوركشاير ديلز الوطني.

## الجغرافيا
تقع أوتربيرن في منطقة ريفية خلابة تشتهر بمسارات المشي والطبيعة المفتوحة، وتحيط بها التلال والمراعي، ما يجعلها وجهة مفضلة لعشاق الطبيعة.

## التاريخ
ذُكرت أوتربيرن لأول مرة في السجلات التاريخية في العصور الوسطى وكانت جزءًا من المناطق الزراعية التقليدية في يوركشاير. اسم القرية مشتق من "Otter" (ثعلب الماء) و"Burn" (جدول)، ما يشير إلى وجود هذه الحيوانات في المنطقة سابقًا.